# Tour der französischen Rugby-Union-Nationalmannschaft nach Südamerika 1988
| Tour der Franzosen nach Südamerika 1988 | Tour der Franzosen nach Südamerika 1988 | Tour der Franzosen nach Südamerika 1988 | Tour der Franzosen nach Südamerika 1988 | Tour der Franzosen nach Südamerika 1988 |
| Übersicht                               | S                                       | G                                       | U                                       | N                                       |
| --------------------------------------- | --------------------------------------- | --------------------------------------- | --------------------------------------- | --------------------------------------- |
| Test Matches                            | 2                                       | 1                                       | 0                                       | 1                                       |
| Sonstige Spiele                         | 6                                       | 5                                       | 1                                       | 0                                       |
| Gesamt                                  | 8                                       | 6                                       | 1                                       | 1                                       |
|                                         |                                         |                                         |                                         |                                         |
| Argentinien                             | 2                                       | 1                                       | 0                                       | 1                                       |

Die Tour der französischen Rugby-Union-Nationalmannschaft nach Südamerika 1988 umfasste eine Reihe von Freundschaftsspielen der französischen Rugby-Union-Nationalmannschaft. Sie reiste im Juni 1988 durch Argentinien und Paraguay, wobei sie während dieser Zeit acht Spiele bestritt. Darunter waren zwei Test Matches gegen die argentinische Nationalmannschaft, die mit je einem Sieg und einer Niederlage endeten. Ebenfalls auf dem Programm standen eine Begegnung mit der paraguayischen Nationalmannschaft (nicht als Test Match zählend) und fünf Spiele gegen argentinische Auswahlteams. In diesen Zusatzspielen resultierten fünf Siege und ein Unentschieden.

## Spielplan
- Hintergrundfarbe grün = Sieg
- Hintergrundfarbe gelb = Unentschieden
- Hintergrundfarbe rot = Niederlage

(Test Matches sind grau unterlegt; Ergebnisse aus der Sicht Frankreichs)
| # | Datum         | Gegner                         | Ort                   | Stadion                               | Ergebnis |
| - | ------------- | ------------------------------ | --------------------- | ------------------------------------- | -------- |
| 1 | 04. Juni 1988 | San Isidro Club                | Buenos Aires          | Estadio José Amalfitani               | 29:16    |
| 2 | 07. Juni 1988 | Unión de Rugby de Tucumán      | San Miguel de Tucumán | Estadio Monumental José Fierro        | 18:18    |
| 3 | 11. Juni 1988 | Unión de Rugby de Buenos Aires | Buenos Aires          | Estadio José Amalfitani               | 82:0     |
| 4 | 14. Juni 1988 | Provincias Argentinas          | Posadas               | Club Deportivo Guaraní Antonio Franco | 36:19    |
| 5 | 18. Juni 1988 | Argentinien                    | Buenos Aires          | Estadio José Amalfitani               | 18:15    |
| 6 | 21. Juni 1988 | Unión Cordobesa de Rugby       | Córdoba               | Estadio Olímpico Chateau Carreras     | 42:9     |
| 7 | 25. Juni 1988 | Argentinien                    | Buenos Aires          | Estadio José Amalfitani               | 6:18     |
| 8 | 27. Juni 1988 | Paraguay                       | Asunción              | La Olla                               | 106:12   |

## Test Matches
| 18. Juni 1988 | Argentinien                                                                      | 15 : 18         | Frankreich                                                  | Estadio José Amalfitani, Buenos Aires Zuschauer: 40.000 Schiedsrichter: Owen Doyle (Irland) |
| 18. Juni 1988 | Versuche: Angelillo Erhöhungen: Baetti Straftritte: Baetti (2) Dropgoals: Turnes | (15:12) Bericht | Versuche: Dintrans Erhöhungen: Bérot Straftritte: Bérot (4) | Estadio José Amalfitani, Buenos Aires Zuschauer: 40.000 Schiedsrichter: Owen Doyle (Irland) |

Aufstellungen:
- Argentinien: Jorge Allen , Juan José Angelillo, Daniel Baetti, Eliseo Branca, Diego Cash, Diego Cuesta Silva, Serafín Dengra, Pablo Garretón, Alejandro Iachetti, Marcelo Loffreda, Cristian Mendy, Gustavo Milano, Alejandro Scolni, Gabriel Terán, Fabián Turnes 
 Auswechselspieler: Dardo González
- Frankreich: Marc Andrieu, Pierre Berbizier , Philippe Bérot, Serge Blanco, Alain Carminati, Éric Champ, Jean Condom, Philippe Dintrans, Jean-Pierre Garuet-Lempirou, Patrice Lagisquet, Alain Lorieux, Franck Mesnel, Pascal Ondarts, Laurent Rodriguez, Philippe Sella

| 25. Juni 1988 | Argentinien             | 18 : 6        | Frankreich             | Estadio José Amalfitani, Buenos Aires Zuschauer: 50.000 Schiedsrichter: Owen Doyle (Irland) |
| 25. Juni 1988 | Straftritte: Baetti (6) | (9:3) Bericht | Straftritte: Bérot (2) | Estadio José Amalfitani, Buenos Aires Zuschauer: 50.000 Schiedsrichter: Owen Doyle (Irland) |

Aufstellungen:
- Argentinien: Jorge Allen , Daniel Baetti, Eliseo Branca, Diego Cash, Andres Courreges, Diego Cuesta Silva, Serafín Dengra, Pablo Garretón, Alejandro Iachetti, Marcelo Loffreda, Rafael Madero, Cristian Mendy, Gustavo Milano, Alejandro Scolni, Fabián Turnes
- Frankreich: Marc Andrieu, Pierre Berbizier , Philippe Bérot, Serge Blanco, Alain Carminati, Marc Cécillon, Jean Condom, Philippe Dintrans, Jean-Pierre Garuet-Lempirou, Patrice Lagisquet, Alain Lorieux, Franck Mesnel, Pascal Ondarts, Laurent Rodriguez, Philippe Sella 
 Auswechselspieler: Michel Hondagne-Monge